# Cacheu
Cacheu  este un oraș  în  Guineea-Bissau pe malul stâng al râului Cacheu. Este reședinta  regiunii Cacheu.